# ژنسی
ژنسی (انگلیسی: Genesi) شرکت سخت‌افزار آمریکایی است، که در سال ۱۹۹۶ تأسیس شد.